# Richard Flournoy
Richard Fitzhugh Flournoy (* 11. März 1900 in Pine Bluff, Arkansas; † 14. August 1967 in Los Angeles) war ein US-amerikanischer Dramatiker und Drehbuchautor.

## Leben
Richard Flournoy, der als junger Soldat im Ersten Weltkrieg diente, besuchte die Ouachita Baptist University in Arkadelphia. Von 1920 bis 1924 versuchte er sich als Sänger und wandte sich dann dem Schreiben von Theaterstücken zu, von denen die Komödie Fly By Night sowie die beiden Dramen Come What May und Ladies’ Money in den Jahren 1933 und 1934 am New Yorker Broadway aufgeführt wurden. 1934 siedelte er nach Los Angeles über und war bei Paramount Pictures erstmals als Autor an einem Drehbuch beteiligt. Es folgten Engagements bei kleineren Produktionsfirmen, wobei er sich auf Filmkomödien spezialisierte. 1938 fand er bei Columbia Pictures eine feste Anstellung. Dort kam er fortan für die Blondie-Reihe als Drehbuchautor regelmäßig zum Einsatz. Als Vorlage für die Blondie-Filme, wie Blondie on a Budget (1940), diente ihm der gleichnamige Comicstrip von Chic Young. 
Für Immer mehr, immer fröhlicher (The More the Merrier) mit Jean Arthur unter der Regie von George Stevens erhielt er 1944 eine Oscar-Nominierung in der Kategorie Bestes Originaldrehbuch zusammen mit Lewis R. Foster, Frank Ross und Robert Russell. 1945 verließ er Hollywood, um sich anderen Projekten zu widmen, kehrte jedoch 1949 zum Film zurück. Flournoy, der mit Gertrude Colborn verheiratet war, starb 1967 nach langer Krankheit im Alter von 66 Jahren in Los Angeles.

## Werke (Auswahl)

### Dramen
- Affairs with a Stranger
- Affairs of Susan
- The Rag Opera, 1931
- Enter the Prodigal, 1931
- This Woman, 1932
- Fly by Night, 1932
- A Quiet Place to Eat, 1932
- Here Comes the Groom, 1932
- Manhattan Medley, 1933 (zusammen mit Lawrence Hazard)
- The Hopefuls, 1933
- Ladies’ Money, 1934 (zusammen mit Lawrence Hazard und George Abbott, basierend auf Manhattan Medley)

### Filmografie
- 1934: Here Comes the Groom
- 1937: Sternschnuppen (Pick a Star)
- 1938: Das Großmaul (Wide Open Faces)
- 1938: Blondie
- 1939: Blondie Meets the Boss
- 1939: Blondie Takes a Vacation
- 1939: Blondie Brings Up Baby
- 1940: Blondie on a Budget
- 1940: Blondie Has Servant Trouble
- 1940: Blondie Plays Cupid
- 1941: Blondie Goes Latin
- 1942: Blondie’s Blessed Event
- 1942: A Night to Remember
- 1943: Immer mehr, immer fröhlicher (The More the Merrier)
- 1945: Oh, Susanne! (The Affairs of Susan)
- 1953: Ein Mann ohne Bedeutung (Affair with a Stranger)
- 1954: She Couldn’t Say No

## Auszeichnungen
- 1944: Oscar-Nominierung in der Kategorie Bestes Originaldrehbuch für Immer mehr, immer fröhlicher zusammen mit Lewis R. Foster, Frank Ross und Robert Russell